# Brachycorythis congoensis
Brachycorythis congoensis är en orkidéart som beskrevs av Friedrich Fritz Wilhelm Ludwig Kraenzlin. Brachycorythis congoensis ingår i släktet Brachycorythis och familjen orkidéer. Inga underarter finns listade i Catalogue of Life.